# Актиномікоз
Актиноміко́з (грец. ακτις — промінь і μυκης — гриб) — хронічне захворювання людини та деяких сільськогосподарських тварин, яке спричинюють особливі бактерії актиноміцети, що раніше були віднесені до патогенних грибів.

## Етіологія
Детальніші відомості з цієї теми ви можете знайти в статті Актиноміцети.

## Класифікація
Залежно від локалізації патологічного процесу розрізняють 9 видів актиномікозу:
1. шийно-лицевий
2. бронхомікоз
3. пневмомікоз
4. черевний
5. шкірний
6. кістково-суглобовий
7. хребтовий
8. нервовий
9. генералізований

## Епідеміологічні особливості
Тварини (переважно велика рогата худоба) заражаються при поїданні недоброякісних кормів. Людина — коли збудники проникають крізь пошкоджені ділянки слизової оболонки ротової порожнини або шкіри та починають паразитувати.

## Клінічні прояви
Виникнення пухлиноподібних запальних утворень (інфільтратів дерев'янистої щільності (англ. sulfur granules) синцево-червоного забарвлення в м'яких тканинах навколо щелеп, на шиї, рідше в легенях, у кишці та інших органах і тканинах. З часом відбувається утворення гною у вогнищах, розм'якшення, флуктуація, а потім розвиток нориць. Процес має хронічний характер.
Гній містить велику кількість актиноміцетів.

## Лікування та профілактика
Щоб уникнути зараження, людина повинна мити зелень перед споживанням. Проводять ветеринарно-санітарний контроль за м'ясом тварин.
Лікування актиномікозу — застосування антибіотиків, рентгенотерапія або хірургічне втручання, загальнозміцнювальні засоби, полівітаміни.